# کامه‌اوکا، کیوتو
کامه‌اوکا در استان کیوتو در کشور ژاپن  واقع شده‌است  که دارای جمعیت ۹۳٬۶۴۱ نفر و مساحت ۲۲۴٫۹۰ کیلومتر مربع با تراکم جمعیت ۴۱۶  نفر در کیلومترمربع است و در تاریخ ۱ ژانویه ۱۹۵۵ به عنوان شهر شناخته شد.